# Cầu diệp trên gỗ
Cầu diệp trên gỗ (danh pháp hai phần: Bulbophyllum xylophyllum) là một loài phong lan thuộc chi Bulbophyllum. Loài này phân bố từ miền nam Ấn Độ và bang Assam đến Trung Quốc (Quý Châu) và Đông Dương, trong đó có Việt Nam.